# Campeonato Mundial de Esqui Estilo Livre de 2015 - Slopestyle feminino
A prova do slopestyle feminino do Campeonato Mundial de Esqui Estilo Livre de 2015 foi disputada entre os dias 20 e 21 de janeiro em Kreischberg na Áustria.  Participaram 15 atletas de  10 nacionalidades.

## Medalhistas
| Ouro                  | Prata                   | Bronze                 |
| Lisa Zimmermann (GER) | Katie Summerhayes (GBR) | Zuzana Stromkova (SVK) |

## Resultados

### Qualificação
15 esquiadoras participaram do processo qualificatório. As 6 melhores avançaram para a final.
| Pos. | Bib | Esquiadora          | Nacionalidade  | Corrida 1 | Corrida 2 | Melhor | Notas |
| ---- | --- | ------------------- | -------------- | --------- | --------- | ------ | ----- |
| 1    | 1   | Lisa Zimmermann     | Alemanha       | 33.80     | 87.80     | 87.80  | Q     |
| 2    | 2   | Katie Summerhayes   | Grã-Bretanha   | 85.00     | 6.00      | 85.00  | Q     |
| 3    | 7   | Zuzana Stromkova    | Eslováquia     | 81.80     | 73.20     | 81.80  | Q     |
| 4    | 6   | Yuki Tsubota        | Canadá         | 79.00     | 19.00     | 79.00  | Q     |
| 5    | 4   | Silvia Bertagna     | Itália         | 49.20     | 76.60     | 76.60  | Q     |
| 6    | 16  | Vilde Johansen      | Noruega        | 73.20     | 63.20     | 73.20  | Q     |
| 7    | 15  | Giulia Tanno        | Suíça          | 27.60     | 72.00     | 72.00  |       |
| 8    | 13  | Johanne Killi       | Noruega        | 71.60     | 60.20     | 71.60  |       |
| 9    | 17  | Shondra Charbonneau | Canadá         | 35.60     | 71.00     | 71.00  |       |
| 10   | 12  | Coline Ballet Baz   | França         | 69.40     | 21.20     | 69.40  |       |
| 11   | 18  | Nadia Gonzales      | Estados Unidos | 66.40     | 60.60     | 66.40  |       |
| 12   | 9   | Sabrina Cakmakli    | Alemanha       | 62.40     | 48.60     | 62.40  |       |
| 13   | 14  | Jamie Crane-Mauzy   | Estados Unidos | 20.80     | 53.40     | 53.40  |       |
| 14   | 11  | Regina Rathgeb      | Áustria        | 17.60     | 18.80     | 18.80  |       |
| 15   | 8   | Giorgia Bertoncini  | Itália         | 13.80     | DNS       | 13.80  |       |

### Final
As 6 esquiadoras disputaram no dia 21 de janeiro a final da prova.
| Pos.              | Bib | Esquiadora        | Nacionalidade | Corrida 1 | Corrida 2 | Corrida 3 | Melhor |
| ----------------- | --- | ----------------- | ------------- | --------- | --------- | --------- | ------ |
| Medalha de ouro   | 1   | Lisa Zimmermann   | Alemanha      | 39.00     | 85.80     | 40.00     | 85.80  |
| Medalha de prata  | 2   | Katie Summerhayes | Grã-Bretanha  | 61.60     | 81.40     | 82.80     | 82.80  |
| Medalha de bronze | 7   | Zuzana Stromkova  | Eslováquia    | 69.20     | 77.60     | 64.80     | 77.60  |
| 4                 | 16  | Vilde Johansen    | Noruega       | 74.40     | 66.20     | 76.00     | 76.00  |
| 5                 | 4   | Silvia Bertagna   | Itália        | 70.60     | 66.00     | 73.20     | 73.20  |
| 6                 | 6   | Yuki Tsubota      | Canadá        |           |           |           | DNS    |

Legenda
| Recorde mundial       | Recorde mundial (World record)               |                       | Recorde africano                      | Recorde africano (African) |                                           | Q | Classificado por posição (Qualified) |
| Recorde do campeonato | Recorde do campeonato (Championship record)  | Recorde da América    | Recorde da América (Americas)         | q                          | Classificado por melhor tempo (Qualified) |   |                                      |
| Melhor marca do ano   | Melhor marca do ano (World leading)          | Recorde asiático      | Recorde asiático (Asian)              | DNS                        | Não largou (Did not start)                |   |                                      |
| Recorde nacional      | Recorde nacional (National record)           | Recorde europeu       | Recorde europeu (European)            | DNF                        | Não terminou (Did not finish)             |   |                                      |
| Recorde pessoal       | Recorde pessoal do atleta (Personal best)    | Recorde da Oceania    | Recorde da Oceania (Oceania)          | DSQ / DQ                   | Desclassificado (Disqualified)            |   |                                      |
| Recorde da temporada  | Recorde da temporada do atleta (Season best) | Recorde sul-americano | Recorde sul-americano (South America) | NM                         | Sem marca (No mark)                       |   |                                      |